# Tianma
Tianma ou Tenma, foi um cavalo 'celestial' alado no folclore chinês, semelhante a Pégaso da tradição europeia clássica.
No Império Zhou Ocidental, Tianma se referia à constelação do "cavalo sublime". Tianma também é associado ao imperador da dinastia Han, Wudi, um aficcionado do cavalo da Ásia Central.